# Zoome
zoome（ズーミー）はzoome株式会社が運営していた動画共有サービス。2011年8月31日に同サービスを終了した。

## 概要
2007年（平成19年）1月30日、ADSL回線卸売業者であるアッカ・ネットワークスによってサービスが開始された動画コミュニティサービス。「Web.2.0時代の参加型ムービーコミュニティ」を謳っており、マイアカウントによるマイページや後に追加されるSNSサークル機能などCGM要素が強いほか、開設当初からオフィシャル系ページ「ナビチャンネル」にH.264を採用した。
キャッチコピーは「みんなのムービーコミュニティ」。
日本国内のシェアは第2位。YouTubeやニコニコ動画と異なる第三極としてユーザー・規模を拡大していたが、2011年（平成23年）7月21日、同年 8月31日 をもってすべてのサービスを終了すると発表。その後、運営会社だったzoome社は同年9月30日に解散した。

### zoome株式会社
2008年（平成20年）6月2日に企画開発力および事業スピードの効率化を目的に子会社としてzoome株式会社が設立され、zoomeの運営会社となった。同日に、アッカ・ネットワークスがzoomeの運営をzoome株式会社へ移管。初代代表取締役社長はアッカ・ネットワークス代表取締役社長の須山勇。
その後同年10月31日にコンピュータ系ニュースサイトを運営するアイティメディアの子会社となった。

### 沿革
- 2007年（平成19年）
  - 1月30日 - アッカ・ネットワークス、動画共有サイト「zoome」サービスを開始。
  - 3月1日 - 「メッセージ交換機能」開始。
  - 4月4日 - 「携帯電話からの投稿機能」開始。
  - 9月18日 - 「サークル機能」開始。
  - 10月19日 - 三洋電機「Xacti」シリーズと共同プロモーション開始。
  - 11月13日 - APIを公開。
  - 11月21日 - 「フキダシ道場」開始。
  - 12月4日 - 初音ミクの販売元であるクリプトン・フューチャー・メディアと連携した初音ミク、鏡音リンレンのオリジナル動画投稿サイト「藤田咲と下田麻美の投稿動画向上委員会（TDKI）[5]」開設。
- 2008年（平成20年）
  - 4月15日 - IVSテレビ制作とのコラボ、コスプレ動画サークル「こす☆チュー[6]」開始。
  - 4月24日 - おちまさと審査の「オリキャラ」開始。
  - 4月28日 - オンライン付箋「lino」対応開始。
  - 6月4日 - IVSテレビ制作とのコラボ、ランチ投稿サークル「eat mo(いーとも)!![7]」開始。
  - 7月1日 - リニューアルオープン。
  - 7月8日 - GyaOとのコラボ「動物ふぇち動画[8]」開始。
  - 7月23日 - 「須佐男命いか」漁師っ娘キャラクターコンテスト[9]開設。
    - 動画投稿サイト初の観光協会とのコラボ。山口県萩市須佐観光協会との須佐男命いかキャラクター公募サークル。きただにひろし、野村興児萩市長が審査に参加。

  - 12月12日 - アイティメディアとコラボ。iPhone 3G用アプリケーション動画キャンペーン「iPhoneアプリ動画アワード」開始。
  - 12月18日 - 東京工芸大学とコラボ。東京工芸大学×zoome「クリエイターズギャラリー」開始。「ホーム機能」開始。
- 2009年（平成21年）
  - 1月30日 - zoome開設2周年、「TDKI」開始一周年と巡音ルカリリースを記念したVOCALOID企画「TDKIリターンズ」、音楽ファイル投稿機能など開始[10]。
    - 「クリプトン公認!初音ミク、鏡音リンレン作品投稿サイト『TDKI』」が「ボカロ系投稿動画コミュニティ「TDKI」 〜クリプトン公認〜 （初音ミク、鏡音リン・レン、巡音ルカ）」にリニューアル。
    - 「TDKI」の続編「TDKIリターンズ」開始。配信するネット内番組では浅川悠を招き優秀な作品を紹介。
    - 「音楽ファイル投稿機能」開始。MP3・AACなどの音楽ファイルだけでzoome側がH.264動画を変換して動画として公開する。[11]。

  - 3月9日 - 「TDKIリターンズ」作品を高画質でiPhone 3G端末で視聴できるiPhoneアプリケーション「zoome TDKI」を提供開始。
  - 3月18日 - 芸能活動を休止していた田代まさしの冠番組、「田代まさしのお久しブリーフ！」がスタート[12]。
  - 3月23日 - FLV形式の標準画質選再生が廃止され、H.264形式の高画質再生に一本化。再生開始時は「zoome H.264」と表示される。
  - 5月11日 - HD動画(横ピクセル1280以上の動画)に対応。HD動画の視聴にはBitTorrent DNAが必要となる。また、直近1ヶ月の間に投稿できる動画の容量がエンコード後のサイズで1Gバイトまでに制限。
  - 6月1日 - ゲームチャンネルを分離、「ITmedia ＋D Games」と統合し「ITmedia Gamez」としてリニューアル。
  - 9月2日 - 有料オプションサービス「zoome+」を開始。
- 2010年（平成22年）
  - 4月1日 - HD動画の視聴に必要だったBitTorrent DNAが不要となる。
  - 8月1日 - 動画の投稿が一部のサークルでの動画の投稿を除き有料になる。
  - 10月1日 - zoomeモバイルが閉鎖される。
- 2011年（平成23年）
  - 8月31日 - 全サービス終了。
  - 9月30日 - 会社解散。

### ポータルページ
zoomeのホームページで、全てのコンテンツにアクセスできる。新着動画をサムネイルで紹介するピックアップや、各種お知らせも確認可能。
2007年までの旧「TOPページ」は2008年（平成20年）7月現在の「ポータルページ」に変わるまで段階的に改善が施されていた。

### zoomeモバイル
携帯電話向けのzoomeでありNTTドコモ、ソフトバンクモバイルの3G以降の端末に対応している。
マイページの機能ではプロフィールの表示・閲覧、投稿動画の閲覧、日記テキスト・画像の閲覧、○×投票、メイト（ともだち）、マイクリップリストの閲覧、コメントの確認、関連日記の閲覧が可能であり、他にもPC版と同様に新着日記、新着クリップ、人気クリップランキング、投票ランキングの閲覧や、動画の検索・閲覧、カテゴリ検索、人気キーワード検索も可能。
ただし、動画は携帯端末向けに再エンコードされ、動画によっては分割されることもある。

### zoome+(ズーミープラス)
zoome+はzoomeの機能を拡張する事が出来る有料サービス。2009年（平成21年）9月2日より提供を開始した。zoome+を利用するにはあらかじめzoomeポイントを購入しておく必要がある。2010年（平成22年）8月現在以下の機能をそれぞれの中から選んで拡張できる。
2010年（平成22年）8月1日より以下の機能の中からどれか一つでも購入しなければ動画の投稿が一部のサークルを除き行えなくなった。また、以下の機能の中からどれか一つでも購入した場合、マイページ・サークルページにそれぞれ1ヶ月間に1GBずつの投稿容量が無料で付与される。
- 1ヶ月間に投稿できる容量を1GBから2〜20GBまでに拡大。
- 画像をリサイズなしに投稿できるようにする。またiPadやiPhone等のスマートフォンで動画や画像を閲覧できるギャラリーページを持つことが出来る。
- すべての動画の視聴の際にプレイヤーに表示される広告とマイページ及びサークルページに表示される広告を外す。また、自身がアップロードした動画を他の視聴者が視聴する際にプレイヤーに広告が表示されなくなる。
- 再エンコードせずにアップロードできる動画のビットレートの制限をVGA動画では3500kbpsまでに、HD動画では5000kbpsまでに緩和。
- 再エンコードせずにアップロードできる動画の容量の制限を500MB又は1GBまでに緩和。1GBまでに緩和した場合、1投稿あたりにアップロード出来る容量が1GBまでになる。
- マイページ・サークルページにそれぞれ1GBずつの投稿容量を付与。動画を投稿する際の内容や条件は以下の通りであり、2010年（平成22年）7月31日以前の無料会員と同じ内容や条件である。このオプションを購入後に他のオプションを購入した場合、自動的にこのオプションはキャンセルされる。
  - 1ヶ月間の総投稿容量がマイページ・サークルページでそれぞれ1GBまで
  - 1投稿あたりアップロードできる容量制限が500MBまで
  - 再エンコードせずにアップできるビットレート制限がVGA動画だと1500kbps、HD動画だと3000kbpsまで
  - 再エンコードせずにアップできる容量制限が200MBまで

## 主なコンテンツ
zoomeではマイページ、サークルページ、公式ページなどそれぞれの形態でコンテンツが展開されている。
初期には大塚まえやはっちゃん動画が始まったが、この段階ではまだzoome全体の知名度は低かった。転機は2007年（平成19年）末に初音ミクをはじめとするクリプトン・フューチャー・メディア系ボーカロイド動画サークルページ「投稿動画向上委員会 (TDKI)」開始で、同時期他サイトで発生した初音ミク楽曲に纏わる問題の影響でzoomeが注目され、主にVOCALOIDファンがzoomeまで雪崩込む現象が起きた。その結果zoomeのアクセスは激増。一時サーバーダウンも起きたが、その時の運営スタッフの対応は概ね高く評価されている。これはzoomeの知名度を高めるのに非常に大きな効果を与えたため、結果的に「初音ミクが今日のzoomeを造り出した」ともいえなくもない。
2008年（平成20年）は他サイトのサービス終了で、主にゲームプレイ動画ユーザーがzoomeへ流れ込んだ。2008年（平成20年）12月にはゲームメーカーとのコラボレート企画「オンラインゲームを始めるならzoomeで！」も実現している。
2009年（平成21年）3月現在は、2007年（平成19年）12月からのクリプトン系ボーカロイド動画。初期からの公式マイページ、投稿動画。2008年（平成20年）からのゲームプレイ動画、ネタ動画。2008年（平成20年）末からの教育機関系コンテンツ。田代まさしの冠番組など、zoomeのコンテンツはバラエティ富んだものへとなっている。

### 初音ミク、鏡音リン・レンなどのボーカロイド動画
2009年（平成21年）1月現在の主力はクリプトン・フューチャー・メディアのVOCALOID音楽ソフト、主に初音ミク、鏡音リン・レンを使用した動画である。
2007年（平成19年）12月までは他サイトの転載や高画質版が多数だったが、2008年（平成20年）からはzoome独自のボーカロイド動画が増えており、ピアプロの発展と比例し増加傾向である。他サイトと異なりピアプロ系のCGM合作動画が人気になることが多く、ピアプロとのCGMでは他より先んじている。高品質動画対応というzoomeの特徴を活かし、公開されるボーカロイド動画は他サイトより高画質・高音質版であることが多い。同様に高品質な動画が人気で、三次元コンピューターグラフィックスによる初音ミク系動画が特に注目されるほか、一般的な楽曲動画も人気である。
しかし他のサイトで起きた初音ミクにまつわる問題が終息するとユーザーと投稿に陰りが見え始める。さらにTDKI推奨をアピールしzoome会社と動画でコラボレーションしていたあるユーザーが初音ミク界隈で不祥事を連発、これがzoomeとTDKIのイメージにも響き衰退に拍車を掛けてしまう。そのユーザーは2009年初頭に動画連載を停止、ブーム界隈からも姿を消すが、それ以降もTDKIはzoome運営の度重なる初音ミク企画にもかかわらず圧倒的に盛り上がりを欠いた厳しい状態が続いている。

#### 投稿動画向上委員会 (TDKI)

##### 初代「TDKI」
2008年（平成20年）12月4日、クリプトン・フューチャー・メディアがアッカ・ネットワークス（当時）と提携して開設した唯一のクリプトン公認初音ミク系作品投稿サイト。「TDKI」とは「Toko Doga Kojo Iinkai」のアルファベット頭文字を取った造語。CGMサイト「ピアプロ」が行う最初のコラボレート企画であり「公認動画の投稿にはzoomeを使う」という合意の下、ピアプロと連動。トップイメージにはコラボレートを示す「zoome×ピアプロ」を冠する。
同年12月6日から投稿が始まり、開設から2008年（平成20年）1月までは藤田咲と下田麻美が司会の番組「zoomeあわ〜」が放送された。
それから間もなく他サイトで発生した初音ミク楽曲に纏わる問題の影響で注目されVOCALOIDファンが雪崩込む現象が起きた。それまで知名度が低かったzoomeがユーザー、メディアから注目されることになったため、初音ミク系動画だけにとどまらずzoome全体の知名度向上に大きな影響を与えたサークルページになった。
2009年（平成21年）3月現在のアクセス数は410万件以上、会員数は2400人以上。公式サークルページでは群を抜いて最大規模である。

##### 二代目「TDKI」
2009年（平成21年）1月30日、TDKIの名前がリニューアルされ、zoome開設2周年、「TDKI」開始一周年と巡音ルカリリースを記念したzoomeあわ〜後継企画「TDKIリターンズ」が始まった。配信するネット内番組は浅川悠を招き優秀な作品を紹介する。
3月9日には「TDKIリターンズ」作品をH.264画質でiPhone 3G端末で視聴できるiPhoneアプリケーション「zoome TDKI」の提供が始まった。

### 公式マイページ

#### はっちゃん
2007年（平成19年）10月から始まった、写真家八二一による、飼い猫はっちゃんの「はっちゃん日記」の動画版。zoome初期から続くコンテンツの一つで、zoomeのアイドル的存在。

#### 動画の女王
後のボーカロイド動画やユーザー動画に隠れがちだが、zoome初期から続く人気コンテンツ。複数のアイドルが参加して投稿動画で人気を競い、ユーザーから最も高い支持を得た者を選出する「zoome girlz」企画から生まれた「動画の女王」によるコンテンツ。

### 投稿動画
zoome開設からおこなわれている企画。ボーカロイド動画の「TDKI」も投稿動画企画に入る。

#### zoome App Town
アイティメディアとコラボレートのiPhone 3G用アプリケーション動画キャンペーン「iPhoneアプリ動画アワード」。zoomeユーザーが投稿したアプリレビュー動画をiPhoneから直接見られる無料アプリ配布も行っている。

### 教育機関
zoomeの知名度を上げたユーザー動画のうち、ボーカロイド動画以外ではNHKでも報じられた「さかなのうた」が有名である。この動画の制作者が所属していた東京工芸大学とコラボレートも始まり、芸術面・教育面で特化した動画が増えてきている。

### ゲーム

#### オンラインゲーム
2008年（平成20年）2月、Stage6がサービス終了。その影響でPCオンラインゲームプレイ動画ユーザーがzoomeへ移行した。2009年（平成21年）1月現在はボーカロイド、動画の女王、ネタに並ぶ主要コンテンツへ発展しており、2008年（平成20年）12月にはゲームメーカーとのコラボレート企画「オンラインゲームを始めるならzoomeで！」を開始。
また、2009年（平成21年）7月〜9月にかけてドリフトシティのプレイヤー制作CMコンテストが行われたこともある。

#### アイドルマスター
2007年（平成19年）からニコニコ動画などでブレイクしたバンダイナムコゲームスのアイドル育成ゲームアイドルマスターを使った音楽プロモーション風加工動画（通称「ニコマス」ともいわれる）が数多くアップロードされている。

### ネタ
アニメやゲームなどのワンシーンや空耳、MAD動画などが多くアップロードされている。しかし、これらの多くの動画は著作者の侵害が問題となっている。

#### ZMF（ズミフェス）
上記の動画を題材にした、ユーザー有志主催の大規模なネタ動画投稿イベント。ユーザーサークルのイベント「サークル動画祭」が実質的スタートで、単独サークルページによる企画イベントに発展している。